# Charles-Omer Valois
Monseigneur Charles-Omer Valois (24 avril 1924 - 4 août 2013 ) est un homme d'Église canadien qui fut évêque de Saint-Jérôme de 1977 à 1997. Originaire de Montréal (Québec), il reçut l'ordre en l'année 1950. Il avait été nommé évêque par Paul VI et consacré à l'épiscopat par Mgr Angelo Palmas (it). Ses coconsécrateurs furent Mgrs Bernard Hubert et Robert Lebel. En 1997, Mgr Gilles Cazabon lui succède en tant qu'évêque de Saint-Jérôme. Fils de François Valois et de Marie-Anne Champagne. Fit ses études classiques au Séminaire de Sainte-Thérèse et sa théologie au Grand Séminaire de Montréal. En 1950, il obtint une licence en théologie. Ordonné le 3 juin 1950, il adhéra au diocèse de Saint-Jérôme et fut nommé professeur de français et de latin au Séminaire de Sainte-Thérèse. De 1955 à 1957 et en 1959, il étudia et obtint une maîtrise en histoire du Canada de l’Université de Montréal et, en 1963, une maîtrise en littérature française de l’Université Paris-Sorbonne. Aumônier adjoint de la JEC nationale de 1962 à 1964. Il revint au séminaire à titre de professeur, de directeur du personnel et directeur des études. En juin 1967, devint recteur du Séminaire de Sainte-Thérèse. Trois mois plus tard, il fut nommé directeur général du Collège Lionel-Groulx, poste qu’il occupa de 1967 à 1973. Curé de Sainte-Adèle en 1973. Vicaire capitulaire du diocèse de Saint-Jérôme en 1977. Troisième évêque du diocèse de Saint-Jérôme de 1977 à 1997. Il s’impliqua dans les dossiers des expropriés de Mirabel et aussi à l’occasion de la crise d’Oka en 1990. Publia, en 2009, chez Novalis : Le courage de changer. Décédé le 4 août 2013. Ses funérailles furent célébrés en la cathédrale de Saint-Jérôme, le 9 août et il fut inhumé dans le cimetière de Sainte-Thérèse. Neveu de Mgr Albert Valois et de Maria-Valois*.